# Афанасьев, Михаил Николаевич
Афана́сьев Михаи́л Никола́евич (1961, село Икряное, Икрянинский район, Астраханская область), российский политолог, социолог, Государственный советник Российской Федерации.

## Биография
В 1983 году окончил исторический факультет Саратовского государственного университета им. Чернышевского.
С 1989 года — кандидат философских наук (диссертацию защитил в МГУ, тема: «Генезис и социальная сущность советской бюрократии»).
С 1997 года — доктор социологических наук (диссертацию защитил в МГУ, тема: «Клиентелизм и российская государственность»).
Действительный государственный советник Российской Федерации 3-го класса.
Член «научного совета» «Академии ДНК-генеалогии», продвигающей псевдонаучное учение А. А. Клёсова.
В 1983—1986 годах — преподаватель Астраханского технического института рыбной промышленности и хозяйства.
В 1990—1991 годах — сотрудник Секретариата Конституционной комиссии РФ.
В 1991—1992 годах — руководитель аппарата Представителя Президента РФ в Астраханской области.
В 1992—1999 годах — сотрудник Администрации Президента РФ, советник.
В 1999—2002 годах — руководитель департамента аналитики ЦПК «Никколо М».
С 2002 года — директор по стратегиям и аналитике ЦПК «Никколо М».

## Научная деятельность
Сфера профессиональной деятельности: политический анализ и консультирование.
Сфера научных интересов: политическая социология, политические институты, федеративные отношения, политическая регионалистика.
Статьи автора публиковались в журналах «Политические исследования», «Мировая экономика и международные отношения», «Власть», «Открытая политика», «Pro et Contra», «Новое время», «Итоги», «Эксперт», «Конституционное право: Восточноевропейское обозрение», «Отечественные записки», «Политический журнал», «Апология», «Прогнозис», «Общественные науки и современность», «Экономические стратегии», «Пушкин», «Russian Politics and Law»; в газетах «Сегодня», «Независимая газета», «Известия», «Россія», интернет-издании «Газета.ру».

## Труды
Книги
- Триумф и кризис советской бюрократии. М.: Прогресс, 1990 (на англ. яз.).
- Правящие элиты и государственность посттоталитарной России. М.-Воронеж, 1996.
- Клиентелизм и российская государственность. М.: Московский Общественный Научный Фонд, 1997; 2-е изд. доп. — М. 2000.
- Невыносимая слабость государства. М.: РОССПЭН, 2006.
- Российские элиты развития: Запрос на новый курс. — М.: Фонд «Либеральная миссия», 2009.

Ключевые статьи
Афанасьев М. Н. Государев двор или гражданская служба? Чиновничество на распутье // Политические исследования. 1995. № 6.
Афанасьев М. От вольных орд до ханской ставки // Pro et Contra. Лето 1998. Т. 3, № 3. С. 5-20. https://web.archive.org/web/20160304115542/http://uisrussia.msu.ru/docs/nov/pec/1998/3/ProEtContra_1998_3_01.pdf
Афанасьев М. Испытывая политические институты // Pro et Contra. Весна 1999. Т. 4, № 2. С. 88-119.
http://uisrussia.msu.ru/docs/nov/pec/1999/2/ProEtContra_1999_2_05.pdf (недоступная+ссылка)
Михаил Афанасьев. Боярские кондиции // Эксперт. 2000. 8 мая (№ 17). С. 56-59.
https://archive.today/20130417053320/www.expert.ru/printissues/expert/2000/17/17ex-gover3/
Афанасьев М. Политические партии в российских регионах // Pro et Contra. 2000. Т.5. № 4. https://web.archive.org/web/20131107110212/http://uisrussia.msu.ru/docs/nov/pec/2000/4/ProEtContra_2000_4_08.pdf
Михаил Афанасьев. Пять причин голосовать против всех партий // Эксперт. 2003. 15-21 сентября (№ 34). С. 76-79.
https://archive.today/20130416183845/www.expert.ru/printissues/expert/2003/34/34ex-parties/
Афанасьев М. Невыносимая слабость государства // Отечественные записки. 2004. № 2. http://www.strana-oz.ru/?numid=17&article=822
Афанасьев М., Афанасьева О. Приоткрытые окна // Отечественные записки. 2004. № 3. http://www.strana-oz.ru/?numid=18&article=886
Афанасьев М. Зачем России Федерация // Апология. 2005. № 3.
https://web.archive.org/web/20071028210231/http://www.journal-apologia.ru/rnews.html?id=121&id_issue=41
Афанасьев М. Эффективное государство: Стратегия для потребителей // Апология. 2005. № 5 https://web.archive.org/web/20071025135909/http://www.journal-apologia.ru/rnews.html?id=301&id_issue=81
Михаил Афанасьев. Кто будет техническим президентом? // Газета. Ру. 2005. 19 апреля / https://web.archive.org/web/20050421011144/http://www.gazeta.ru/comments/2005/04/19_x_271958.shtml
Михаил Афанасьев. Последний элитный пакт (Россия и Украина: две страны, две олигархии) // Политический журнал. 2005. 19 сентября (№ 30). С. 2-5.
Афанасьев М. Общественно-политические условия «русского чуда» // Отечественные записки. 2007. № 6.
Афанасьев М. Качество государства — главная проблема России // Прогнозис. 2008. № 1 (13). С. 220—232. http://www.intelros.ru/pdf/prognozis_13_2008/13.pdf
М. Н. Афанасьев. Общественный капитал российских элит развития // Общественные науки и современность. 2009. № 3. С. 5-16.
Михаил Афанасьев. Есть ли в России спрос на модернизацию // Газета. Ру. 2009. 15,16, 17 июня /
http://www.gazeta.ru/comments/2009/06/15_x_3210650.shtml; http://www.gazeta.ru/comments/2009/06/16_x_3211160.shtml;
http://www.gazeta.ru/comments/2009/06/17_x_3211742.shtml